# Henri G. Dirickx
Henri Georges Dirickx (* 23. April 1928 in Antwerpen; † 5. Februar 2013 in Genf) war ein belgischer Entomologe.

## Leben
Dirickx begeisterte sich bereits von klein auf für Vögel und Insekten, insbesondere für Schmetterlinge und Libellen. Während des Sommers mieteten seine Eltern ein Haus in Zoute in der Provinz Westflandern, wo er der Vogelbeobachtung in den Salzwiesen der Region nachging und die Bekanntschaft mit Graf Léon Lippens machte. Im Alter von 15 Jahren wurde er auf ein Internat nach Brüssel geschickt, um sein Abitur zu machen und Französisch zu lernen. Anschließend schrieb er sich an der Vrije Universiteit Brussel ein und wurde Bauingenieur. Von 1948 bis 1952 arbeitete er als unabhängiger Ornithologe am Königlichen Museum für Zentral-Afrika in Tervuren. In dieser Zeit entstanden seine ersten vier Publikationen, die sich mit Vögeln befassten und zwischen 1948 und 1950 veröffentlicht wurden. 1949 beschrieb er die Unterart Lamprotornis acuticaudus katangae des Keilschwanz-Glanzstars, die 1962 von Dean Amadon mit der Nominatform synonymisiert wurde. 1953 heiratete er die Französin Monique Macaux, nachdem er zwei Jahre lang Architektur an der École des Beaux-Arts in Paris studiert hatte. Im selben Jahr wurde Dirickx Mitarbeiter bei einem Brückenbauunternehmen in Brüssel. 1954 kam seine Tochter zur Welt und 1957 sein Sohn. Nach dem Tod seines Vaters zog er mit Frau und Kindern zurück nach Antwerpen, wo er die Leitung des Familienunternehmens, eines Ledergroßhandelsunternehmens, übernahm. In den frühen 1960er Jahren widmete sich Dirickx verstärkt der Entomologie und 1964 erschien sein erster entomologischer Artikel mit dem Titel Bijdrage tot de Studie van de Melitaeinae (Lep. Nymphalidae) uit het Franse Middellandsezeegebied im Journal Tijdschrift van het Kontaktkomité van de Kringen voor Natuurstudie en Natuurbescherming in het Antwerpse.
Die ständige Vertretung Belgiens bei den Vereinten Nationen in Genf kontaktierte Dirickx wegen eines Postens in der Wirtschaftskommission für Europa. Er reiste einige Male nach Genf, bevor er 1974 endgültig eingestellt wurde. 1988 ging er in den Ruhestand. Im Muséum d’histoire naturelle de la Ville de Genève studierte er intensiv die entomologischen Sammlungen. Er wurde auch Mitglied der entomologischen Gesellschaften in der Schweiz und in Genf und blieb Mitglied in einigen belgischen und französischen entomologischen Gesellschaften. Die Familie der Schwebfliegen (Syrphidae) wurde zu seinem Forschungsschwerpunkt. Zwischen 1992 und 2012 veröffentlichte er zwölf Arbeiten über europäische und afrikanische Arten dieser Familie, darunter 2010 einen Artikel über fünf neue Arten der Gattung Allobaccha aus Madagaskar. 1998 veröffentlichte er einen detaillierten Katalog über die Synonymie und Geographie der Schwebfliegen, der die bisherigen Arbeiten über diese Familie sowie Revisionen verschiedener Gattungen zusammenfasst, darunter Spheginobaccha, Melanostoma und Allobaccha.
In den Jahren 2005 und 2006 spendete Dirickx dem Muséum d’histoire naturelle de la Ville de Genève seine Sammlungen von Libellen und Schmetterlingen, die aus etwa 400 bzw. 1379 Exemplaren besteht. Im Laufe der Jahre schenkte er dem Naturkundemuseum von Genf viele Exemplare von Zweiflüglern. Seine Schwebfliegensammlung, darunter 3400 Exemplare, wurde von der Familie nach dem Tod von Dirickx, entsprechend seinem Testament, an dieselbe Institution vermacht.

## Dedikationsnamen
2013 benannte der Entomologe F. Christian Thompson die Schwebfliegenart Ceriana dirickxi aus Simbabwe zu Ehren von Henri G. Dirickx.